# 墨西哥鋸花鱂
墨西哥鋸花鱂（学名：Priapella bonita），為輻鰭魚綱鯉齒目鯉齒亞目花鳉科的其中一種，於1904年由Seth Eugene Meek描述，原分布於中美洲墨西哥的淡水流域，自1965年后再无它们的观察记录，可能已滅絕。由于尚未对墨西哥鋸花鱂全部的潜在分布范围进行搜索，故该物种可能仍然生存。基于现有数据不足，墨西哥鋸花鱂于2019年被世界自然保护联盟自灭绝调整至数据缺乏。

## 擴展閱讀
維基物種上的相關：墨西哥鋸花鱂